# Iglesia de San Miguel Arcángel (Framlingham)

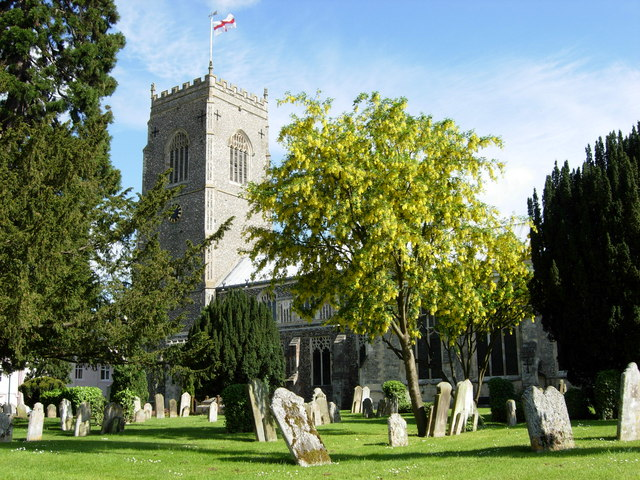
Exterior de la iglesia

La iglesia de San Miguel Arcángel es una iglesia dedicada a San Miguel Arcángel ubicada en Framlingham, Suffolk. Era el lugar de enterramiento de la familia Howard. La iglesia fue declarada monumento histórico nacional en 1966.

## Historia
La iglesia de San Miguel de Framlingham, se ha construido, reconstruido y se añaden diferentes aspectos a través de los siglos. Una característica que ha sobrevivido son los capiteles del arco del presbiterio cuya fecha está datada del siglo XII, pero la mayoría de la iglesia fue construida en el estilo perpendicular entre 1351 y 1555. El techo es especialmente magnífico con una intrincada tracería la cual encubre vigas de martillo. El techo en sí data de alrededor de 1521.

### Tumbas de la familia Howard
La iglesia contiene las tumbas de muchos de los miembros de la Familia Howard, las cuales en su mayoría se trasladaron a la Iglesia de San Miguel después de que el Priorato de Thetford fuera clausurado durante la Disolución de los monasterios.

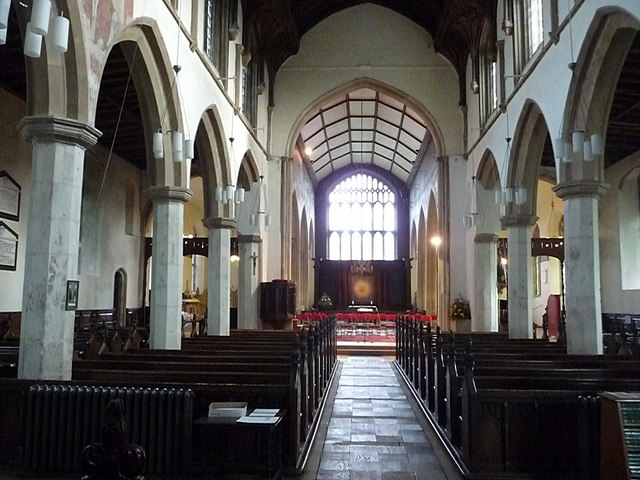
El interior de la Iglesia

#### Duque de Richmond

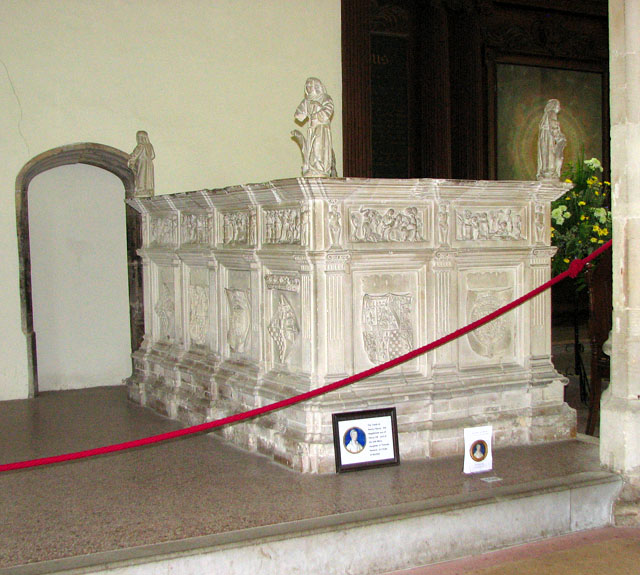
Tumba de Enrique FitzRoy, I duque de Richmond y Somerset en la Iglesia de Framlingham

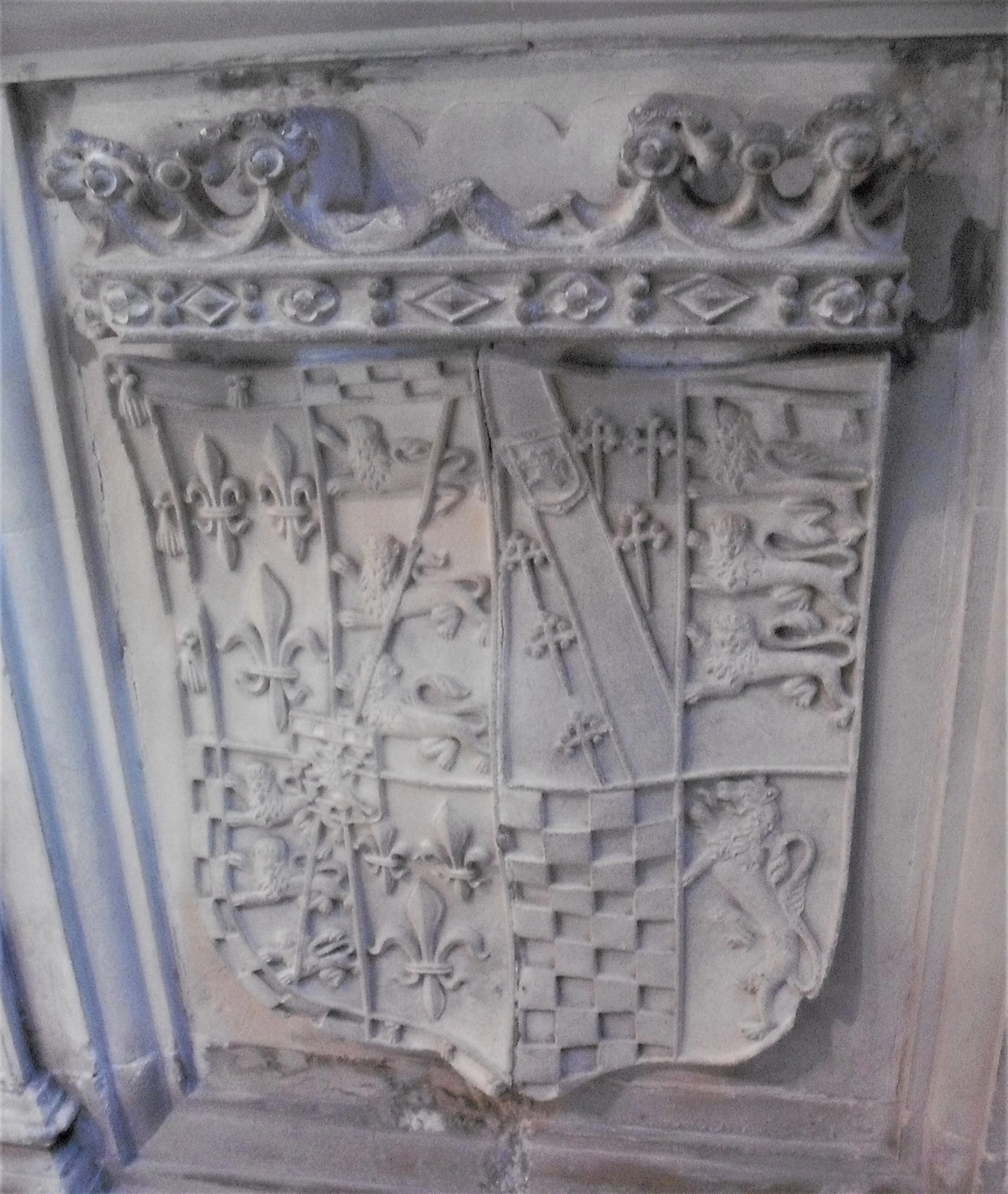
Armas heráldicas de Henry FitzRoy, Duque de Richmond acuarteladas con las armas de la familia Howard (por su matrimonio con Lady Mary, hija de Thomas Howard, III Duque de Norfolk) en su tumba en la Iglesia de Framlingham.

Henry FitzRoy, duque de Richmond y Somerset (1519-1536), hijo ilegítimo de Enrique VIII y su amante Isabel Blount , está enterrado en la iglesia en una tumba ornamentada.
El duque de Richmond murió en 1536 y fue enterrado originalmente en Thetford Priory. A pesar de haber nacido ilegítimamente, el Rey ascendió a FitzRoy a altos honores y títulos ya que era, en ese momento, su único hijo que sobrevivió más de unos pocos días. En su deseo de promover los intereses de su familia, el III Duque de Norfolk había concertado un compromiso entre su hija Mary y FitzRoy. La pareja estaba casada, pero debido a su corta edad no vivían juntos y la consumación del matrimonio fue impedida por la temprana muerte de FitzRoy por una enfermedad respiratoria cuando solo tenía 17 años. La responsabilidad del entierro de FitzRoy recayó en el Duque de Norfolk por orden de Enrique VIII, quien parece haber perdido interés en su hijo, una vez muerto. Después de la disolución de Thetford, la tumba y su cuerpo fueron llevados a Framlingham y Mary FitzRoy también fue enterrada aquí después de su muerte en diciembre de 1557.

#### Thomas Howard, III Duque de Norfolk

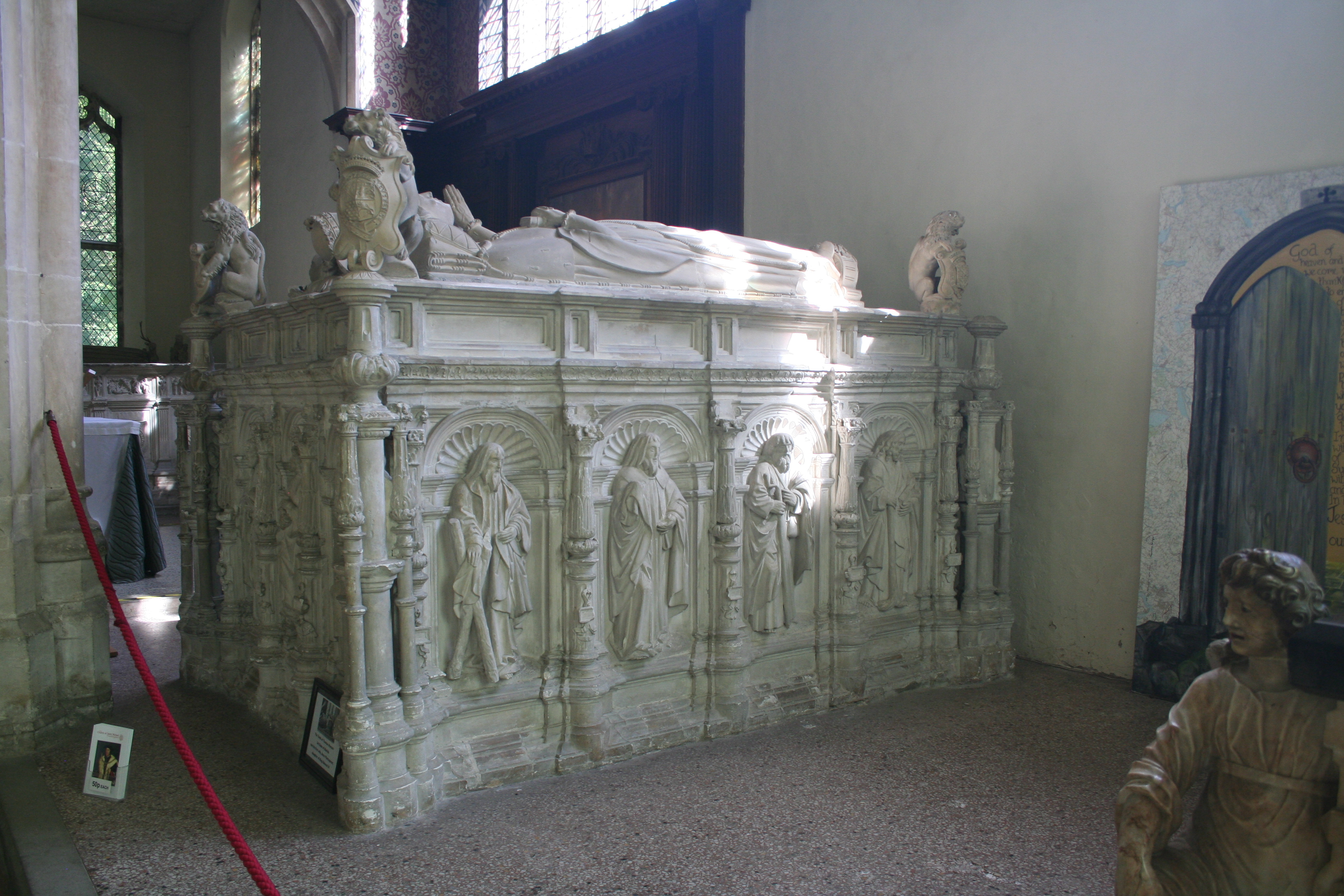
Tumba de Thomas Howard, III duque de Norfolk.

El monumento más destacado entre todos los de Framlingham es la tumba de Thomas Howard, III duque de Norfolk. Este se encuentra inmediatamente al sur del altar mayor. Arqueológicamente, tiene comparación con cualquier cosa en el norte de Europa, si no quizás en Italia. Alrededor de los cuatro lados están las figuras de los doce Apóstoles junto con Aarón y San Pablo. En el lado sur están San Mateo, Santiago el Grande, Santiago el Menor y San Andrés; al oeste San Pedro, Aarón y San Pablo; al norte San Matías, San Judas, San Simón y San Felipe; y al este San Juan, San Simeón (?) y Santo Tomás. Estos representan la última gran exhibición de imágenes religiosas en Inglaterra antes de que el peso total de la teología de la Reforma hiciera imposibles tales cosas.
El diseño de la tumba es en parte francés y en parte inglés y es significativo que fuera encargado, no por la Corona, sino en nombre del mayor noble de Inglaterra. Se cree que partes, al menos, de esta tumba pueden haber sido incorporadas en otra que estaba en Thetford para Thomas Howard, II duque de Norfolk, vencedor de Flodden. A su vez, el padre de este hombre había sido John Howard, I duque de Norfolk, quien había muerto luchando por Ricardo III en Bosworth y para quien se había creado el ducado de Norfolk en nombre de Howard. Se sabe que hay otros dos cuerpos masculinos enterrados en la tumba del tercer duque y es una suposición no probada que estos serían los cuerpos de su padre y abuelo, trasladados a Framlingham después de que el Priorato de Thetford fuera disuelto.

#### Las esposas deThomas Howard, IV duque de Norfolk
Thomas Howard, IV duque de Norfolk se encuentra enterrado en la Capilla de San Pedro ad Vincula en la Torre de Londres, ejecutado allí luego de estar involucrado en la Conspiración de Ridolfi para acabar con Isabel I y concretar su cuarto matrimonio, con María I Estuardo, Reina de Escocia. Entre sus escudos familiares y descansando la cabeza y los pies en emblemas relacionados con sus casas, sus esposas Mary FitzAlan y Margaret Audley están representados, aunque sólo Margaret está enterrado aquí. Se dice que el gran espacio entre las efigies se habrían reservado para el mismísimo Norfolk, su tercera esposa, o incluso María, reina de Escocia. Los laterales están decorados con sus cuarteles heráldicos. Parecería que en algún periodo anterior hubo columnas que sostenían un dosel sobre el monumento que debe haber de haber sido algo magnífico.
En 1842 se inauguró esta bóveda y se encontró que se encontraba vacía, pero para un cráneo y algunas cenizas. La tradición dice que los habitantes de la ciudad escondieron algunos de sus objetos de valor en el monumento durante la rebelión jacobita de 1745 y que fueron retirados tiempo después.

#### Henry Howard, Conde de Surrey

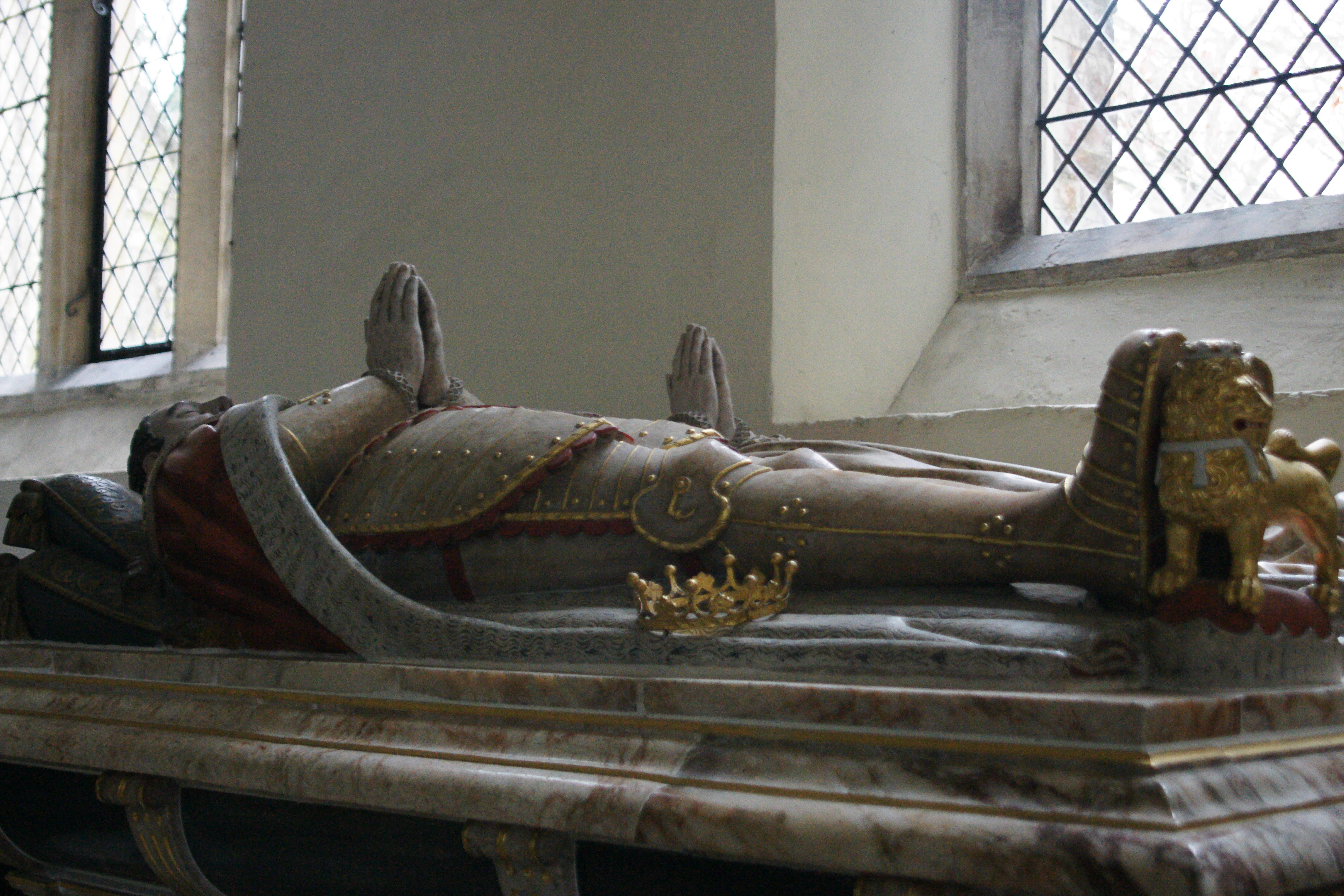
Tumba de Henry Howard, conde de Surrey en la Iglesia de Framlingham, Suffolk.

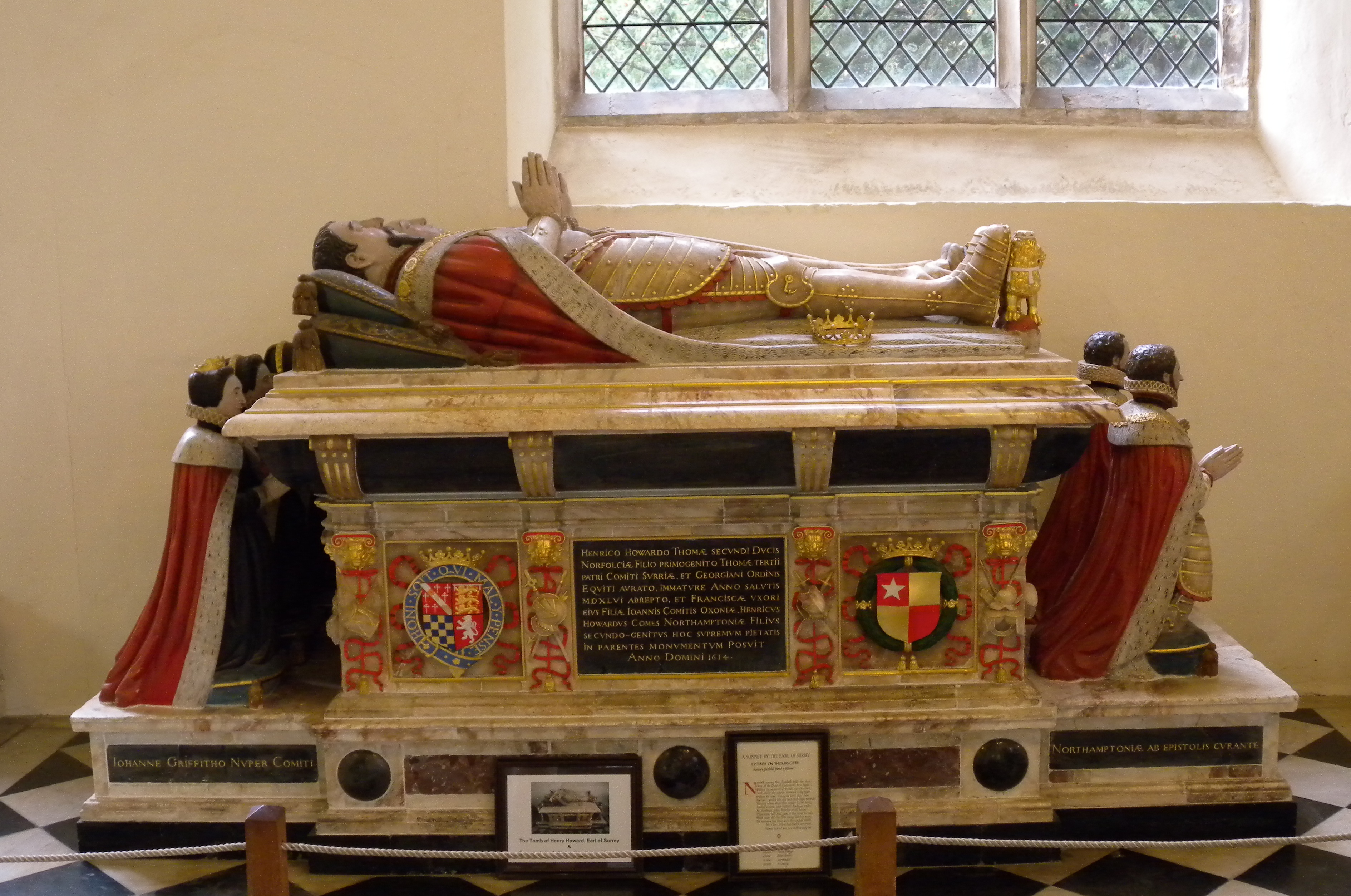
Tumba de Henry Howard, conde de Surrey en la Iglesia de Framlingham, Suffolk, donde se ven los escudos de armas de las familias Howard y de Vere.

Antes de su muerte en 1613 Henry Howard, I conde de Northampton, e hijo menor de Henry Howard, conde de Surrey hizo los arreglos para que su padre y los restos de su madre fueran sepultados en Framlingham y el monumento que retratan a los dos se erigió en 1614. La inscripción en latín se refiere a Surrey como hijo de 'El segundo duque'. Esto, aunque confuso, es estrictamente correcto porque, después de la Batalla de Bosworth, el ducado se extinguió y el Segundo Duque se convirtió en el Primero de la nueva creación, y así sucesivamente. Sin embargo, genealógicamente, la línea se toma como continua desde John Howard, I duque de Norfolk. 
Su tumba no es un ejemplo religioso sino que es para ensalzar las virtudes de sus súbditos. Sus dos hijos se arrodillan en el extremo de los pies. En el extremo de la cabeza son las tres hijas de Howard:
Jane, que lleva una corona en el centro
Katherine que se casó con Henry Berkeley, séptimo barón Berkeley.
Margaret que se casó con Henry Scrope, noveno barón Scrope de Bolton (1534-1592).
En 1976 el monumento estaba muy arruinado y los extremos estaban colapsando sobre sí mismo. La restauración fue confiada a John Green y el monumento fue debidamente limpiado y restaurado en todo su esplendor. Fue cuando se estaba limpiando que Green encontró los agujeros Dowell junto a la pantorrilla de Surrey, donde había una vez una corona (no gastado, ya que murió en desgracia). Una nueva corona hecha de fundición fue pintada de color dorado y se coloca en posición.

## El órgano Thamar

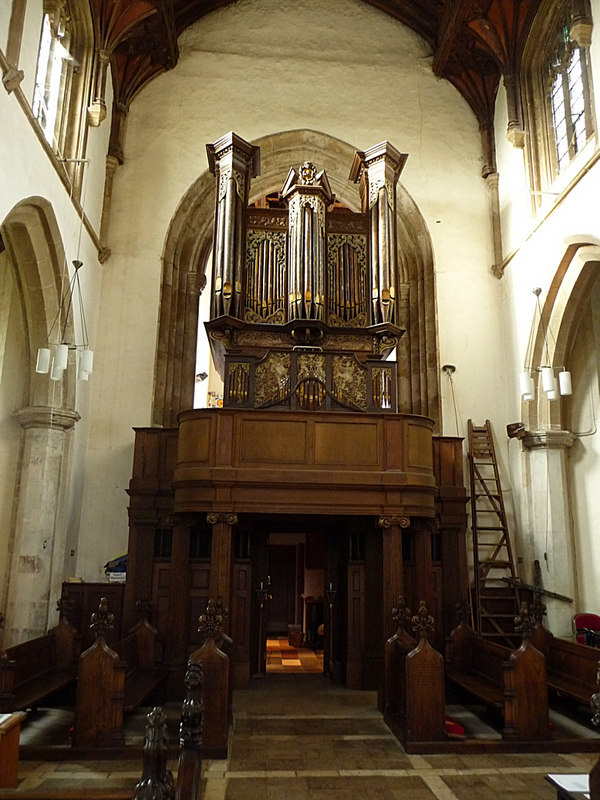
El órgano Thamar

Una de las características más notables de la iglesia es el famoso órgano Thamar. Sólo ocho órganos a gran escala en total sobrevivieron a la Guerra Civil Inglesa, y tres de ellos son Thamars. Los otros ejemplos se encuentran en la Catedral de Gloucester y en la iglesia de San Nicolás en la aldea de Stanford-upon-Avon, Northamptonshire.
Los tubos frontales pintados pertenecen al primer órgano Thamar construido para los clientes de la Iglesia. Los únicos otros tubos pintados de este estilo se encuentran en la catedral de Gloucester. Se cree que los mismos se remontan a antes de 1630 (tal vez mucho antes, en 1580 se ha mencionado) y algunas de las tuberías puede que sean al menos de tiempo antes de la fecha de la creación de la Commonwealth.
En 1707 el Pembroke College decidió que le gustaría un órgano más grande por lo cual el órgano Thamar llegó a la Iglesia de San Miguel en 1708. Fue colocado en una galería donde se mantuvo hasta 1898. Durante un período el órgano se movió primero a la nave norte y luego hacia el presbiterio hasta 1970, cuando se restauró y se puso el órgano en su actual posición bajo la dirección de Michael Gillingham y con la ayuda del Fideicomiso Peregrino.
La historia del órgano contiene muchos misterios. Uno se refiere a al famoso e histórico organero John Byfield quien trabajó en el órgano durante la década de 1740 de acuerdo a los informes en el Diario de Ipswich. Cuando Hunter reconstruyó el órgano en 1898 utilizó la mayor parte de las tuberías de Thamar en el gran órgano a excepción de la corneta y la trompeta, que reemplazó con una flauta armónica y gamba dado que la corneta desapareció y la trompeta se perdió.
La restauración que estuvo cargo del hijo del Obispo de Ipswich en 1970 era sensible. El órgano Thamar fue restaurado sin adiciones o sustracciones (aparte de un tablero de fondo C #). La corneta fue redescubierta en el ático de la Rectoría y reparada, restaurada y reconstruida. Un rango muy antiguo de los tubos de trompeta fue encontrado para reemplazar el conjunto perdido. El oleaje fue igualado hasta complementar el gran y sobre la base de su contenido original del siglo XVIII. El pedal se trató del mismo modo. El cromorne fue introducido por el Obispo John Budgen y es un excelente y versátil ejemplar del órgano oleaje. También se añadió un pedal de caña.
- Datos: Q5117639
- Multimedia: St Michael, Framlingham / Q5117639